# スリソベンゾン
スリソベンゾン（Sulisobenzone）とは、有機化合物の1種であり、5-ベンゾイル-4-ヒドロキシ-2-メトキシベンゼンスルホン酸のことである。

## 性質

スリソベンゾンの線角構造式。

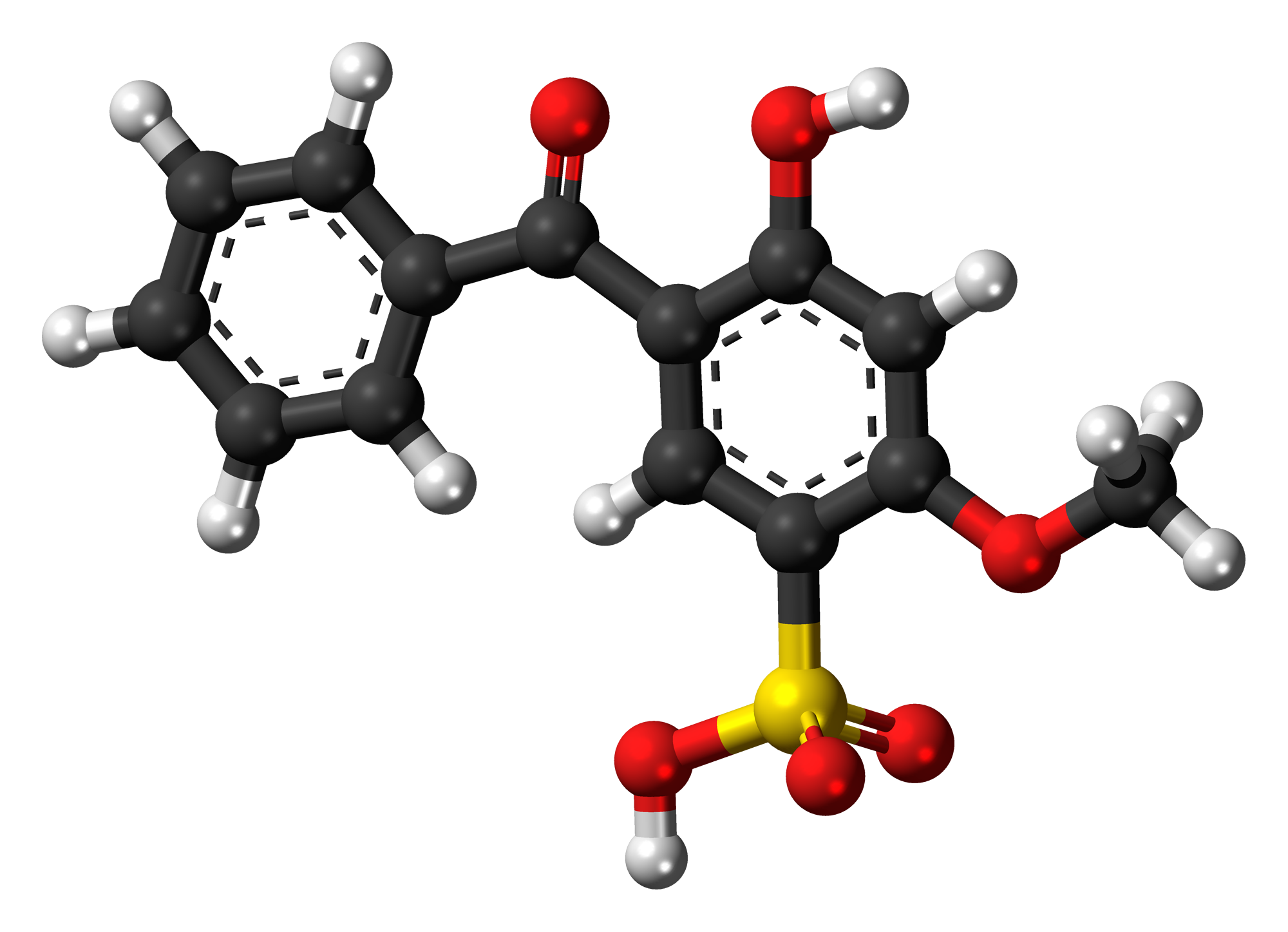
スリソベンゾンの分子模型。黒は炭素、白は水素、赤は酸素、黄色は硫黄を表している。

スリソベンゾンの分子式はC14H12O6S、分子量は308.307 である

。
スリソベンゾンはベンゾフェノンの誘導体であり、ベンゾフェノンの一方のベンゼン環の水素のうちの3つが水酸基、メトキシ基、スルホ基で置換された構造を有している。常温常圧では固体であり、スルホン酸の状態のままでは水に溶けないものの、強塩基との塩の形にすると水に溶解するようになる

。

## 用途
スリソベンゾンは波長290 nmから360 nmまでの紫外線を吸収する能力がある上に、日焼け防止剤（紫外線吸収剤）として用いられることがある

。
しかしながら、紫外線を吸収する能力があるとは言え、それほど紫外線を強く吸収するわけではない（だからこそ光に対して安定）なので、スリソベンゾンを単独で日焼け防止の用途に用いても不充分な効果しか得られない

。
対して、他の紫外線吸収剤と併用した場合、スリソベンゾン自身は安定であるため、他の紫外線吸収剤を防護する役目を果たすことができる

。

## 危険性
日焼け止めにしばしば用いられる化合物として、オキシベンゾン、メトキシケイ皮酸エチルヘキシルやオクトクリレンが挙げられる。これら3つの化合物と同様に、スリソベンゾンもまたヒトの皮膚から吸収され、皮膚に障害を引き起こす場合があることが判明した

。
一方、強い紫外線は皮膚がんになる危険性を上げるなど、様々な害が知られており、上記のような危険があったとしても、強い紫外線に肌が直接長時間曝されるような状況などにおいては、日焼け防止剤を使用することの利点の方が上回ることもあるとする考えもある

。
しかしながら、日焼け防止剤が皮膚に障害を与え得る状況を防ぐ手法が開発されるまでは、例えば太陽光の下では皮膚の露出を避けるなど、日焼け防止剤を使用する以外の紫外線防御法を利用することも考えるべきである

。

健康への影響や代替成分については、記事「サンスクリーン剤」も参照のこと。